# District de Pa-An
Le district de Pa-An (pwo de l'Est : ထ်ုအင်ခြိုင့်; birman : ဘားအံခရိုင်; karène sgaw : ဖၣ်အၣ်ကီၢ်ရ့ၣ်) est un district situé dans l'État de Kayin, autrefois appelé État Karen. Il comprend 5 villes et 1490 villages, et en 2014, sa population était de 783 510 habitants.

## Townships
Le district de Pa-An comprend 3 townships : 
- le township de Pa-An
- le township de Hlaignbwe
- le township de Thandaunggyi